# 深尾職久
深尾 職久（ふかお もとひさ、不明 - 1627年）は江戸時代の地下官人。
中原（平田）職広とも。

## 概要
天正13年（1585年）9月18日には正六位下・左近衛将監に叙任され、時期は不明だが後に従五位下・兵庫頭に叙任されている。兵庫頭の職は娘婿の河越重忠に譲渡し、中原朝臣流河越氏が成立した
。